# Tron: Ares
Tron: Ares (stilizat ca TRON: Ares) este un film american de acțiune science fiction, regizat de Joachim Rønning, după un scenariu de Jesse Wigutow, bazat pe o poveste de David Digilio și Wigutow. Este al treilea film din seria Tron și o continuare independentă a filmului Tron: Moștenirea (2010). Distribuția îi include pe Jared Leto, Greta Lee, Evan Peters, Hasan Minhaj, Jodie Turner-Smith, Arturo Castro, Cameron Monaghan și Gillian Anderson, Jeff Bridges reluându-și rolul lui Kevin Flynn din filmele anterioare.
Dezvoltarea unei continuări la Tron: Moștenirea a început în octombrie 2010 de către creatorul francizei, Steven Lisberger. În martie 2017, Walt Disney Pictures și-a schimbat planurile către o repornire, cu Leto jucând un nou personaj. Garth Davis a fost desemnat regizor în august 2020, când Wigutow lucra la scenariu, dar a demisionat în ianuarie 2023. Rønning l-a înlocuit o lună mai târziu. Producția urma să înceapă în august 2023, dar a fost amânată de grevele Writers Guild of America și SAG-AFTRA din 2023. Filmările au început în cele din urmă în ianuarie 2024 la Vancouver și s-au încheiat în mai. Până în august, trupa de rock industrial Nine Inch Nails compunea coloana sonoră. Tron: Ares este programat să fie lansat în Statele Unite de către Walt Disney Studios Motion Pictures pe 10 octombrie 2025.

## Rezumat
„Tron: Ares urmărește un program extrem de sofisticat, pe nume Ares, care este trimis din lumea digitală în lumea reală într-o misiune periculoasă, marcând prima întâlnire a omenirii cu ființe bazate pe inteligență artificială”—Walt Disney Pictures

## Distribuție
- Jared Leto în rolul lui Ares, un program superinteligent creat de Julian Dillinger
- Greta Lee în rolul Evei Kim
- Evan Peters în rolul lui Julian Dillinger
- Hasan Minhaj
- Jodie Turner-Smith în rolul Atenei[3]
- Arturo Castro
- Cameron Monaghan
- Gillian Anderson în rolul Elisabeth Dillinger
- Jeff Bridges în rolul lui Kevin Flynn
- Sarah Desjardins

## Producție

### Dezvoltarea inițială a continuăriiTron: Legacy
Dezvoltarea unei continuări la Tron: Moștenirea a fost anunțată în octombrie 2010 de către creatorul francizei, Steven Lisberger, scenariștii filmului Legacy, Edward Kitsis și Adam Horowitz, urmând să revină. În aprilie 2011, regizorul Joseph Kosinski a declarat că scenariul era încă în curs de dezvoltare și că va urmări personajele Sam Flynn, interpretat de Garrett Hedlund, și Quorra, interpretată de Olivia Wilde, în lumea reală. Pe 31 martie, Kosinski a spus că scenariul filmului urma să fie finalizat în două săptămâni, iar titlul său provizoriu era TR3N.
În iunie, s-a raportat că scenaristul David DiGilio a fost angajat să scrie scenariul, deoarece Kitsis și Horowitz renunțaseră la ele pentru a dezvolta serialul lor de televiziune Once Upon a Time.
În martie 2012, Bruce Boxleitner a declarat că el credea că filmările ar putea începe încă din 2014, după ce Kosinski ar fi fost disponibil în urma angajamentelor sale față de filmul Oblivion.
În iunie, Kitsis și Horowitz au declarat că sunt încă implicați în proiect, deși până în decembrie, Jesse Wigutow fusese angajat să rescrie scenariul. În aceeași lună, Boxleitner și Hedlund au fost confirmați că vor reveni pentru continuare.
În martie 2015, s-a dezvăluit că Disney a dat oficial undă verde celui de-al treilea film, Hedlund, Kosinski și Wilde urmând să revină, iar producția urma să înceapă în octombrie la Vancouver.
Cu toate acestea, în mai, s-a anunțat că Disney a renunțat la film, lucru confirmat de Wilde în luna următoare. S-a afirmat că motivul anulării a fost eșecul de box office al filmului Tomorrowland.
În iulie, Boxleitner a anunțat că anularea filmului i-a pus capăt interesului de a reveni în franciză, în timp ce în septembrie, Hedlund a declarat că i s-a spus că continuarea nu este „total moartă” și că ar fi interesat să revină în cazul în care ar fi anunțat un nou film.
În august 2016, Brigham Taylor, pe atunci director de dezvoltare la Disney, a dezvăluit că se purtau discuții despre viitorul filmului Tron. În februarie 2017, în timpul unei sesiuni de întrebări și răspunsuri cu Kosinski, acesta a declarat că continuarea se afla mai degrabă într-o „înghețare criogenică”, spre deosebire de o anulare completă. El a atribuit achiziției recente de către Disney a Lucasfilm și Marvel drept motive pentru care Tron a fost pus pe plan secund.

### Repornire
În martie 2017, în ciuda remarcilor lui Kosinski din luna precedentă, s-a raportat că franciza se va îndrepta către o repornire în loc de o continuare a filmului Tron: Moștenirea, cu Jared Leto pentru a interpreta un nou personaj numit „Ares”, un personaj care a fost păstrat din iterațiile anterioare ale unui scenariu de continuare. În august 2020, Garth Davis a fost angajat să regizeze filmul, Wigutow fiind încă implicat în scrierea scenariului. Patrice Vermette fusese angajată la acea vreme să fie designerul de producție al filmului.
În martie 2022, în timp ce promova Morbius, Leto a confirmat că filmarea filmului era încă în desfășurare. Până în ianuarie 2023, Davis părăsise funcția de regizor, Joachim Rønning intrând în negocieri pentru a prelua rolul de regizor. Vermette avea să plece și din funcția de designer de producție. În iunie, Evan Peters, Greta Lee și Jodie Turner-Smith s-au alăturat distribuției, iar Jack Thorne s-a dezvăluit că a scris o schiță a scenariului. Cameron Monaghan și Sarah Desjardins aveau să fie adăugați în luna următoare. În ianuarie 2024, Gillian Anderson s-a alăturat distribuției într-un rol nedezvăluit.
Studioul plănuia să adauge un personaj generat de inteligența artificială care ar fi fost un asistent al lui Flynn, un soldat pe nume Bit care intră în lumea reală, dar planul a fost abandonat înainte de filmări pentru a evita potențiale controverse în contextul problemelor societale și guvernamentale legate de reglementarea inteligenței artificiale în cinematografie.

### Filmări
Filmările principale urmau să înceapă la Vancouver pe 14 august 2023, dar au fost amânate pe termen nelimitat din cauza grevelor Writers Guild of America din 2023 și SAG-AFTRA din 2023.
După încheierea grevelor la începutul lunii noiembrie 2023, filmările ar fi trebuit să înceapă la începutul anului 2024. Cu toate acestea, la sfârșitul lunii noiembrie 2023, s-a anunțat că producția proiectului va începe oficial după sezonul de sărbători din același an.
În ianuarie 2024, Rønning a dezvăluit că producția a început, sub titlul provizoriu Velcro. Jeff Cronenweth este directorul de imagine. O primă imagine a fost lansată de Disney în februarie, cu Hasan Minhaj și Arturo Castro adăugați la distribuție.
Producția a avut loc pe podul Cambie în noaptea de 15 martie. În aprilie, Jeff Bridges, care i-a interpretat pe Kevin Flynn și Clu în filmele anterioare Tron, și-a confirmat implicarea în film. Filmările s-au încheiat pe 1 mai.
Jesse Wigutow a primit creditul exclusiv pentru scenariul filmului, alături de un credit pentru poveste alături de David Digilio, în timp ce creditele pentru material literar suplimentar în afara ecranului au fost atribuite lui Jez Butterworth, Brian Duffield, Justin Haythe, Nicole Holofcener, Tom McCarthy, Megan McDonnell, Jack Thorne și Billy Ray, precum și scenariștilor filmului Legacy, Horowitz și Kitsis.

### Post-producție
Tyler Nelson este editorul.

## Coloană sonoră
În 2020, la scurt timp după ce au terminat lucrul la filmul Suflet, Trent Reznor și Atticus Ross au fost abordați de Tom MacDougall, președintele Walt Disney Music, pentru a lucra la Tron: Ares. În august 2024, s-a anunțat că Nine Inch Nails va compune coloana sonoră a filmului. La cererea Disney, alegerea de a compune coloana sonoră a filmului sub numele trupei lor a marcat prima dată când Reznor și Ross au făcut acest lucru. Înainte de Tron: Ares, cei doi au compus împreună douăzeci de coloane sonore, cărora le-au fost atribuite propriile nume.
Reznor a explicat că adoptarea numelui Nine Inch Nails a influențat abordarea lor în ceea ce privește coloana sonoră a filmului Tron: Ares, punându-i într-o mentalitate „mai curajoasă” și permițându-le să „joace după reguli diferite”, lucru de care Disney a fost mulțumit. Pentru Rønning, a fost important să „pună în contrast The Grid și lumea reală” și că Nine Inch Nails, o trupă de rock industrial , „se pretează perfect la un Tron nou, mai industrial”. În august 2024, având premiera la evenimentul D23 din Anaheim, materialul special pentru Tron: Ares a inclus un remix al piesei Nine Inch Nails „Something I Can Never Have”.
Pe 17 iulie 2025, a fost lansat un nou single, „ As Alive as You Need Me to Be ”, iar albumul coloanei sonore a fost anunțat ca fiind lansat pe 19 septembrie 2025.

## Marketing
Bridges, Leto și restul distribuției au apărut la D23 2024 în Anaheim, unde a fost proiectată o primă imagine. Aceleași imagini au fost prezentate la D23 Brazilia 2024. Bridges și Leto au apărut, de asemenea, la CinemaCon 2025 pentru a prezenta noi imagini din film, care au fost ulterior lansate online ca trailer pe 5 aprilie același an, împreună cu un poster teaser.
În iunie 2025, TheWrap a anunțat că Disney va prezenta filmul la San Diego Comic-Con's Hall H în iulie același an. Trailerul oficial a fost lansat pe 17 iulie 2025, însoțit de noua piesă Nine Inch Nails, „As Alive as You Need Me to Be”.

## Lansare
Tron: Ares este programat să fie lansat în cinematografe pe 10 octombrie 2025, inclusiv în IMAX.